# Брезница Нашичка
Брезница Нашичка је насељено место у саставу општине Кошка у Осјечко-барањској жупанији, Република Хрватска.

## Историја
До територијалне реорганизације у Хрватској налазила се у саставу старе општине Нашице.

## Становништво
На попису становништва 2011. године, Брезница Нашичка је имала 617 становника.

## Попис1991.
На попису становништва 1991. године, насељено место Брезница Нашичка је имало 749 становника, следећег националног састава:
| Попис 1991.‍  | Попис 1991.‍  | Попис 1991.‍ | Попис 1991.‍ | Попис 1991.‍ |
| ------------ | ------------ | ----------- | ----------- | ----------- |
|              |              |             |             |             |
| Хрвати       | Хрвати       |             | 600         | 80,10%      |
| Словаци      | Словаци      |             | 33          | 4,40%       |
| Срби         | Срби         |             | 31          | 4,13%       |
| Југословени  | Југословени  |             | 27          | 3,60%       |
| Роми         | Роми         |             | 17          | 2,26%       |
| Немци        | Немци        |             | 6           | 0,80%       |
| Црногорци    | Црногорци    |             | 3           | 0,40%       |
| Италијани    | Италијани    |             | 1           | 0,13%       |
| Мађари       | Мађари       |             | 1           | 0,13%       |
| Муслимани    | Муслимани    |             | 1           | 0,13%       |
| Словенци     | Словенци     |             | 1           | 0,13%       |
| неопредељени | неопредељени |             | 5           | 0,66%       |
| регион. опр. | регион. опр. |             | 1           | 0,13%       |
| непознато    | непознато    |             | 22          | 2,93%       |
| укупно: 749  |              |             |             |             |